# (1261) Legia
(1261) Legia est un astéroïde de la ceinture principale découvert le 23 mars 1933 à l'observatoire royal de Belgique à Uccle par l'astronome belge Eugène Joseph Delporte.
Il tire son nom de la forme latine de la ville de Liège en Belgique.

## Historique
Le lieu de découverte, par l'astronome belge Eugène Joseph Delporte, est Uccle.
Sa désignation provisoire, lors de sa découverte le 23 mars 1933, était 1933 FB.

## Caractéristiques
Sa distance minimale d'intersection de l'orbite terrestre est de 1,588 020 ua.